# Schleswig-Holsteinisches Feuerwehr-Ehrenkreuz

Grafische Darstellung des Ehrenkreuzes in all seinen Stufen

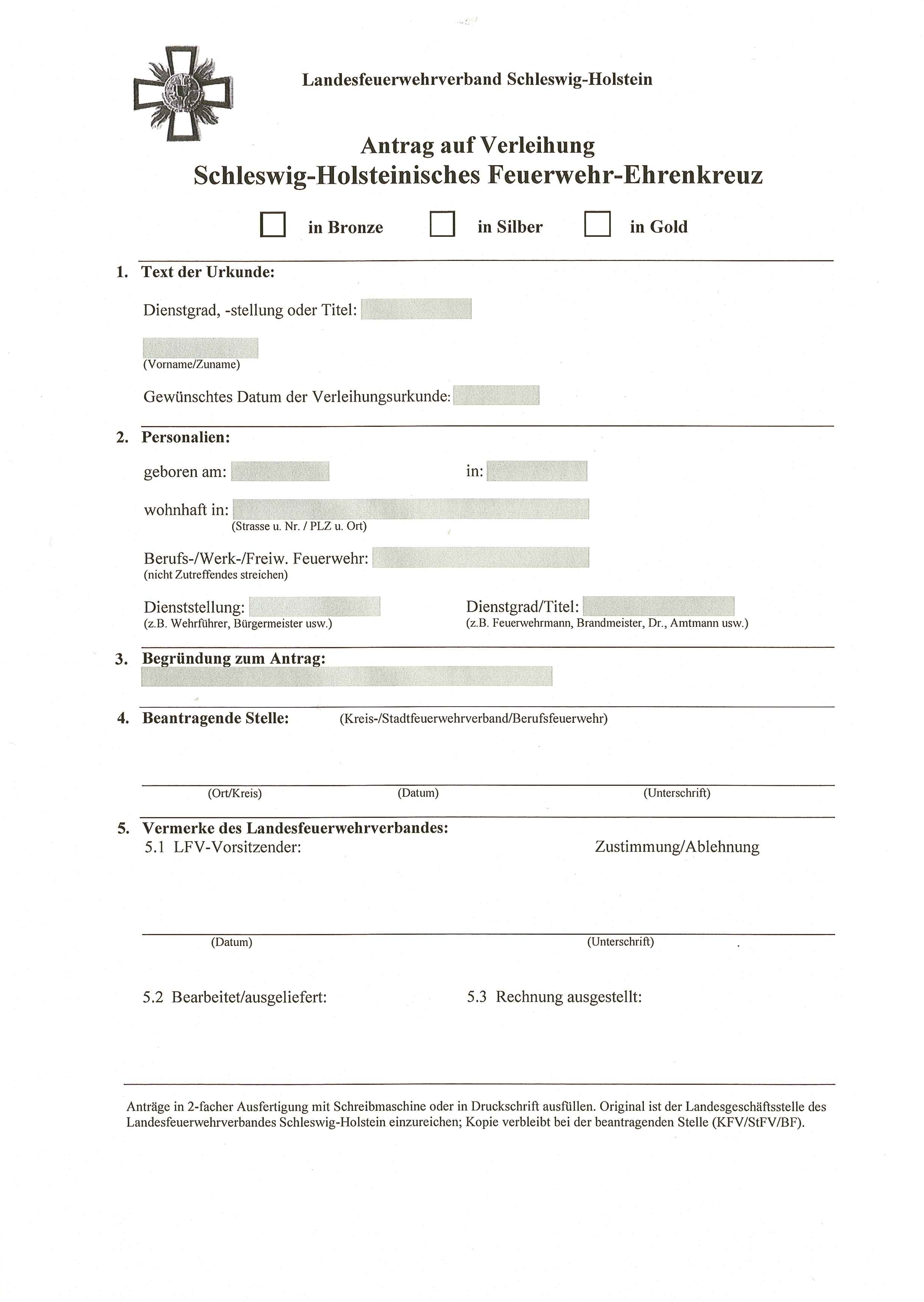
Antrag auf Verleihung des Ehrenkreuzes

Das Schleswig-Holsteinische Feuerwehr-Ehrenkreuz wurde am 25. April 1998 von der damaligen Ministerpräsidentin des Landes Schleswig-Holstein Heide Simonis in Würdigung der besonderen Bedeutung und Anerkennung der Arbeit der Feuerwehren im Lande gestiftet.

## Stiftungszweck
Das Feuerwehr-Ehrenkreuz wird vom Vorsitzenden des Landesfeuerwehrverbandes für besondere Verdienste im Feuerwehrwesen verliehen und kann als Zeichen der allgemeinen Anerkennung in Form eines Feuerwehr-Ehrenzeichens getragen werden.

## Stufeneinteilung
Die Stiftung des Ehrenkreuzes erfolgte in drei Stufen, die da sind:
- 1. Stufe: Feuerwehr-Ehrenkreuz in Bronze (am Bande)
- 2. Stufe: Feuerwehr-Ehrenkreuz in Silber (am Bande)
- 3. Stufe: Feuerwehr-Ehrenkreuz in Gold (als Steckkreuz)[3]

## Aussehen, Beschaffenheit und Trageweise

### Aussehen und Beschaffenheit
Das Feuerwehr-Ehrenkreuz ist ein einseitig weißemailliertes Kreuz mit breitem blauem Außenrand und mit diagonal zum Kreuz verlaufenden roten Flammen. Auf der Vorderseite des Kreuzes ist mittig das farbige Landeswappen von Schleswig-Holstein aufgelegt. Es ruht auf dem Feuerwehrsymbol Retten-Löschen-Bergen-Schützen. Im unteren Bereich des Feuerwehrsymboles ist ein Eichenlaubkranz dargestellt, der je nach verliehener Stufe, in Bronze, Silber oder in Gold gehalten ist. Die Rückseite des Ehrenkreuzes zeigt die Aufschrift: Für Verdienste im Feuerwehrwesen. Bei dem Feuerwehr-Ehrenkreuz in Gold sind alle nicht emaillierten Metallteile gold, bei dem Feuerwehr-Ehrenkreuz in Silber silber und in der Bronzestufe bronzefarben.

### Tragweise
Das Ordensband der Stufe 1 und Stufe 2 ist rot mit blauer Einfassung. Bei der Verleihung in Silber ist es mit einem silbernen Saum versehen. Bei der Bronzestufe mit einem bronzefarbenen Saum. Beide Bandorden werden auf der linken Brustseite getragen. Das Feuerwehr-Ehrenkreuz in Gold wird hingegen als Steckkreuz auf der linken Brusttasche getragen. Auf der Bandschnalle wird die entsprechende verliehene Stufe als Miniaturauflage getragen. Die Damenausführung ist in Form einer Bandschleife gefertigt. Für den Zivilanzug wird das Ehrenkreuz in einer Knopflochausführung getragen. Bei erneuter Auszeichnung mit dem Ehrenkreuz ist das frühere verliehene Ehrenkreuz nicht abzulegen und kann weitergetragen werden.

## Vorschlageberechtigung
Die Vorschlageberechtigung für die Verleihung des Ehrenkreuzes obliegen den Vorsitzenden der Mitgliedsverbände des Landesfeuerwehrverbandes Schleswig-Holstein sowie den Leitern der Berufsfeuerwehren. Die eingereichten Vorschläge sind dem Vorsitzenden des Landesfeuerwehrverbandes zuzuleiten.

## Verleihungspraxis
Alle Ausgezeichneten erhalten mit Aushändigung des Ehrenkreuzes eine Urkunde mit Unterschrift des Vorsitzenden des Landesfeuerwehrverbandes. Die Überreichung erfolgt durch den Vorsitzenden des Landesfeuerwehrverbandes oder eines der Mitglieder des Vorstandes, wobei eine Delegierung der auf die Vorsitzenden der Mitgliedsverbände oder die Leiter der Berufsfeuerwehren möglich ist. Das Ehrenkreuz selber geht mit Verleihung in das Eigentum des Beliehenen über. Im Falle seines Todes, verbleibt es seinen Hinterbliebenen als Andenken. Eine Rückgabepflicht besteht nicht.

## Sonstiges
Die Kosten des Feuerwehr-Ehrenkreuzes sowie für die Besitzurkunden tragen die beantragten Stellen selbst.